# Ludwik Bertrand
Ludwik Bertrand, hiszp. Luis Beltrán lub Luis Bertrán (ur. 1 stycznia 1526 w Walencji, zm. 9 października 1581 tamże) – święty Kościoła katolickiego, misjonarz, dominikanin, za swą działalność misyjną na terenie Kolumbii, nazywany „apostołem Indian”.

## Życiorys
Urodził się w hiszpańskiej rodzinie szlacheckiej. Pomimo początkowego sprzeciwu rodziców w 1544 roku wstąpił do Zakonu Dominikanów, gdzie w 1545 roku złożył śluby zakonne, a w 1547 kapłańskie. W 1551 roku został mistrzem nowicjatu zakonu.
W 1562 roku wyjechał jako misjonarz do Nowej Grenady, gdzie przebywał do 1569 prowadząc pracę misyjną wśród Indian. Tam też otrzymał przydomek „Apostoła Indian”, gdyż bronił ich przed kolonizatorami.
W 1569 roku z powodu choroby, nie mogąc prowadzić dalej pracy misyjnej wrócił do Walencji, gdzie przez kolejne lat był spowiednikiem, m.in. był duchowym opiekunem św. Teresy od Jezusa, wybierany był także jest trzykrotnie przeorem domu zakonu dominikanów w Walencji.
Zmarł w 1581 roku w Walencji. Trumna z jego prochami została pochowana w kościele pw. św. Stefana w Walencji. W czasie wojny domowej w Hiszpanii uległa zniszczeniu.
W Kościele katolickim wspominany jest w dzienną rocznicę śmierci. 
9 lipca 1608 roku Ludwik Bertrand został beatyfikowany przez papieża Pawła V, a 12 kwietnia 1671 kanonizowany przez Klemensa X.
Od 1690 czczony jest jako patron Buñol, Nowej Granady i Kolumbii.